# Stamers Hop
Das Stamers Hop ist ein Naturschutzgebiet in der niedersächsischen Gemeinde Bad Zwischenahn im Landkreis Ammerland.
Das Naturschutzgebiet mit dem Kennzeichen NSG WE 075 ist rund 24 Hektar groß. Es ist nahezu vollständig vom Landschaftsschutzgebiet „Zwischenahner Meer mit Umgebung“ umgeben. Das Gebiet steht seit dem 21. März 1939 unter Naturschutz. Es war zunächst 6,5 Hektar groß und wurde 1941 auf rund 24 Hektar erweitert. Zuständige untere Naturschutzbehörde ist der Landkreis Ammerland.
Das im Nordwesten des Zwischenahner Meeres südlich von Elmendorf liegende Gebiet dient der Bewahrung eines typischen Uferabschnittes des Zwischenahner Meeres. Hier finden sich Weiden und Erlen am Ufer, dem Uferstreifen vorgelagerte Röhrichte sowie Schwimmblattgesellschaften mit Gelber Teichrose und Weißer Seerose im freien Wasser. Im Naturschutzgebiet befindet sich eine Kormorankolonie.